# União de Custóias Futsal Clube
União de Custóias Futsal Clube (também conhecido por União de Custóias FC, União e pelo acrónimo: UCFC) é um clube desportivo português fundado em 2005 da cidade de Matosinhos.

## Futsal

### História
O clube foi fundado sob o nome União Desportiva de Custóias no dia 18 de Abril de 2005 por António Martins e João Queirós, dois jovens ambiciosos apaixonados pela modalidade Futsal desde muito novos.
Em Março de 2006, o nome do clube teve que ser alterado para União de Custóias Futsal Clube devido a formalidades impostas para a sua legalização.

### Titulos
- Vice-Campeão Época 2008/2009 - 2º Lugar no Campeonato Distrital de Futsal da AF Porto 2º Divisão Série 1 escalão Juvenis.
- Campeão Época 2012/2013 - 1º Lugar no Campeonato Distrital de Futsal da AF Porto 2º Divisão Série 1 escalão Infantis.
- Campeão Época 2012/2013 - 1º Lugar no Campeonato Distrital de Futsal da AF Porto 2º Divisão escalão Seniores.

## Formação
- Benjamins
- Infantis
- Iniciados
- Juvenis
- Juniores

## Uniformes

### Uniformes dos jogadores
- Uniforme principal: Camisa amarela com detalhes pretos, calção e meias pretas;
- Uniforme de visitante: Camisa preta com detalhes amarelos, calção e meias amarelas.

| Primeiro uniforme | Segundo uniforme |  |

### Uniformes dos guarda-redes
- Camisa azul, calção pretos e meias azuis;
- Camisa preta, calção pretos e meias amarelas;
- Camisa laranja, calção pretos e meias laranja.

| Cores do Time · Cores do Time · Cores do Time · Cores do Time · Cores do Time | Cores do Time · Cores do Time · Cores do Time · Cores do Time · Cores do Time | Cores do Time · Cores do Time · Cores do Time · Cores do Time · Cores do Time |  |